# Plagioscion microps
Plagioscion microps es una especie de pez de la familia Sciaenidae en el orden de los Perciformes.
Vive en aguas del océano Atlántico occidental, desde Colombia al sureste de Brasil.